# Serbisch-Montenegrinische Badminton-Mannschaftsmeisterschaft
Serbisch-Montenegrinische Badminton-Mannschaftsmeisterschaften wurden von 2003 bis 2006 ausgetragen und gingen danach fließend in die Meisterschaften von Serbien über.

## Die Titelträger
| Saison | Sieger      |
| ------ | ----------- |
| 2003   | BK Šabac    |
| 2004   | BK Novi Sad |
| 2005   | BK Novi Sad |
| 2006   | BK Clear    |